# Spilauer See
Der Spilauer See (auch Spilauersee oder Spilauerseeli) ist ein Bergsee auf 1837 m ü. M. in den Schwyzer Alpen.
Er liegt ungefähr drei Kilometer südlich vom Riemenstaldner Tal im Schweizer Kanton Uri.
Spilau ist auch die Bezeichnung für die Alp, die vom Rossstock im Südosten, vom Spilauer- oder Gamsstock im Süden, vom Hagelstock und Siwfass (2180 m ü. M.) im Südwesten sowie vom Hundstock im Westen umgeben ist.